# معاهدة أنقرة (1926)
تم التوقيع على معاهدة أنقرة (1926)، والمعروفة أيضًا باسم معاهدة الحدود لعام 1926 (بالتركية: أنقرة أنلاشماسي)، في 5 يونيو 1926 في أنقرة من قبل تركيا والمملكة المتحدة والعراق. تهدف المعاهدة إلى حل ما يسمى بـ «قضية الموصل» من خلال تحديد حدود مرضية للطرفين بين تركيا والعراق وتنظيم علاقات الجوار بينهما. كان أحد الجوانب المهمة للمعاهدة هو أن تركيا سيكون لها الحق في الدخول في نزاع عسكري في المنطقة الحدودية في حالة زعزعة استقرارها. يغطي مجال النفوذ هذا الذي يتجاوز الحدود الحديثة لتركيا الجزء الشمالي من العراق بشكل رئيسي، ولا سيما منطقة الموصل وكركوك.